# ورنر دولینگر
ورنر دولینگر (انگلیسی: Werner Dollinger; زاده ۱۰ اکتبر ۱۹۱۸ – درگذشته ۳ ژانویهٔ ۲۰۰۸) سیاستمدار و اقتصاددان اهل آلمان بود.
ورنر دولینگر در ۳ ژانویه ۲۰۰۸، در سن ۸۹ سالگی درگذشت.